# 阿尔皮斯巴赫
阿尔皮斯巴赫（德語：Alpirsbach，發音：[ˈalpɪʁsbax] ⓘ）是德国巴登-符腾堡州卡尔斯鲁厄行政区弗罗伊登施塔特县的城市，面积64.55平方千米，2023年12月31日人口为6,242人。